# 6461 Адам
6461 Адам ((6461) 1993 VB5) — астероїд головного поясу. Відкритий 4 листопада 1993 року Робертом Макнотом. Названий на честь шотландського архітектора Роберта Адама.
Тіссеранів параметр щодо Юпітера — 3,783.